# 语言习得
语言习得（英語: language acquisition，又譯「语言悉得」〔因为此概念与学习无关〕）是人类语言发展的进程,也是典型的人类特有的特征之一，因为非人类的生物不使用语言交流。第一语言习得，关系到儿童时代的语言能力发展；而第二语言习得，关系到成人语言的发展。历史上，理论与理论家们一直强调先天与后天是语言习得的最重要因素。但最近的研究者们认为生理与环境因素都很重要。最热门的争论是生物贡献是否包括语言容量（普遍文法）。五十年来，语言学家诺姆·乔姆斯基（Noam Chomsky）强烈支持：儿童有先天的语言能力，促进或约束语言学习。其它研究者如伊丽莎白·贝茨（Elizabeth Bates）、布赖恩·马克威尼（Brian MacWhinney）、凯瑟琳·斯诺（Catherine Snow）和迈克尔·托马塞洛（Michael Tomasello）设定语言学习仅从认知能力和学习者与周围环境的互动因素中得出。最近，非先天论者，威廉·奥格雷迪（William O'Grady），指出从功效化、线性计算系统中得出复杂的关系现象。CHILDES语言数据库，为研究提供了方便。

## 先天论
先天语言学理论认为：儿童从他们的自然能力中，组织语言法则；但是如果没有其它人类，则不能完全有效应用这种天赋。但这并不说明，儿童需要任何语言的正规教学。
語言習得裝置(language acquisition device, LAD）：乔姆斯基（Noam Chomsky）认为儿童生来在脑中就有一种語言習得裝置（language acquisition device，LAD），他们生来就知道主要的语言学习方法。也因此，「語言學習（language learning）」和「語言習得（language acquisition）」有其概念基礎上的細節差異。但也有许多不定项。例如：是否他们学习的语言的句子中有一個清楚的主體。根据先天论，当年轻的孩子接触到语言，他们的LAD，自然而然为他们设定那些不定项以及推论出语法要点，因为那些要点是天生的。
Mark Baker的工作, 《语言原子》（The Atoms of Language (2004)） 提到不仅有那些特定的LAD“不定项”，而且这些不定项可以组合成为语言的“元素周期表”。 
另外，一些遗传基因学学习认为基因因素也参与认识视听样本的大脑中冗余系统。
普遍文法的概念是乔姆斯基观点的中心，即：所有语言拥有同样的基本底层结构，而语言把这种结构观画成了特定的不同语种的样式。另一种观点是：没有语言，婴儿就不能在人类环境中学习语言模式（刺激作用）。 心理学家，如哈佛大学研究家长与孩子互动的凯瑟琳·斯诺指出：儿童不必从说话时语法不通句子中演绎出语言要素。许多研究指出：小孩子的说话不像一般说话，常常是慢、清楚、语法正确的和重复的。

## 后天论（经验说）
后天论包括竞争说与社会交互作用。社会交互作用学者，如斯诺，著说推理认为成年人在儿童的语言习得过程中扮演了非常重要的角色，但是也有一些研究人员认为：那些社会交互作用主義所根據的實驗數據，經常過度以歐美中產的家長與兒童的互動為代表。

## 詞彙的習得
命名爆發期（naming explosion）通常發生在孩子的第 2 年，此時新詞添加到孩子的詞彙量中的速度顯著增加。這個階段標誌著兒童語言使用的認知和語言基礎的變化：這表明他們越來越理解單詞是指代世界上實際事物的符號，並且被認為可以解釋為什麼特別是名詞的快速習得. 也叫詞彙突增；話一出。
不過兒童在某些詞彙的習得上可能與實際的狀況有落差（O'Grady, et al., 2011）。

## 構詞與句法的習得
伯科·格里森（Jean Berko Gleason)設計了 Wug Test(1958) ，該測試使用無意義的詞來衡量兒童對形態規則的掌握情況。實驗設計是讓一個孩子看到一個奇特的生物或活動的簡單圖片，帶有一個無意義的名字，並被提示完成關於它的陳述。發現即使是非常年幼的孩子也能夠將合適的詞尾連接起來，產生複數、過去式、所有格和其他形式。這意味著他們已經內化了語言系統的系統方面沒有人一定會嘗試教他們。
實驗證明幼兒從他們周圍的語言中提取可概括的規則，而不是簡單地記住他們聽到的單詞，並且幾乎適用於其他語言的兒童比英語、雙語兒童以及有各種障礙或來自各種文化背景的兒童（和成人）。

## 延伸閱讀
- Fitch, WT. . Philos Trans R Soc Lond B Biol Sci. Feb 2011, 366 (1563): 376–88. PMC 3013471 . PMID 21199842. doi:10.1098/rstb.2010.0223.
- Kuhl PK. . Neuron. September 2010, 67 (5): 713–27. PMC 2947444 . PMID 20826304. doi:10.1016/j.neuron.2010.08.038.
- Arias-Trejo N, Plunkett K. . Philos. Trans. R. Soc. Lond., B, Biol. Sci. December 2009, 364 (1536): 3633–47. PMC 2846315 . PMID 19933137. doi:10.1098/rstb.2009.0146.
- Hickok G, Poeppel D. . Cognition. 2004, 92 (1–2): 67–99. PMID 15037127. doi:10.1016/j.cognition.2003.10.011.
- Kennison, S. (2013).  Introduction to language development. Los Angeles, CA: Sage.
- Kuperberg GR. . Brain Res. May 2007, 1146: 23–49. PMID 17400197. doi:10.1016/j.brainres.2006.12.063.
- Pickering MJ, Ferreira VS. . Psychol Bull. May 2008, 134 (3): 427–59. PMC 2657366 . PMID 18444704. doi:10.1037/0033-2909.134.3.427.
- Richardson FM, Price CJ. . Brain Struct Funct. October 2009, 213 (6): 511–23. PMC 2749930 . PMID 19618210. doi:10.1007/s00429-009-0211-y.
- Sousa, David A. . Thousand Oaks, Calif.: Corwin Press. 2011. ISBN 978-1-4129-9797-3. OCLC 769765510.

## 外部連結
- Language acquisition in American Sign Language（页面存档备份，存于） Rich, detailed documentation of language acquisition in ASL.
- Innateness and Language, Encyclopedia Entry（页面存档备份，存于）
- Sprachsozialisation einiger nicht-europäischer Kulturen im Vergleich. （页面存档备份，存于）
- 8 Ways To Learn Languages Online, by Martha Stewart
- Language Camp Hub - Online Worldwide Language School resource

1. ↑  . APA Dictionary of psychology.   [2021-11-22]. （原始内容存档于2021-11-22）.
2. ↑  Jean Berko. . WORD. 2015-12-04, 14 (2-3): 150–177.